# Богородское (Беляницкое сельское поселение)
 Богородское — деревня в Ивановском районе Ивановской области. Входит в состав Беляницкого сельского поселения.

## География
Находится в западной части Ивановской области на расстоянии приблизительно 11 км на север-северо-запад по прямой от вокзала станции Иваново.

## История
В 1872 году здесь (тогда деревня Нерехтского уезда Костромской губернии) был учтен 31 двор, в 1907 году — 36.

## Население
Постоянное население составляло 232 человека (1872 год), 131 (1897), 256 (1907), 14 в 2002 году (русские 100 %), 18 в 2010.